# Devis Favaro
Devis Favaro (Pordenone, 14 luglio 1972) è un ex ostacolista italiano, 6º nella finale dei 110 m hs ai campionati europei di Monaco di Baviera 2002.

## Biografia
Favaro fu protagonista della più importante partecipazione di squadra della nazionale italiana di atletica leggera nella specialità dei 110 metri ostacoli, allorché nel 2002, assieme ad Andrea Giaconi ed Emiliano Pizzoli, entrambi accreditati di tempi migliori del suo, raggiunse la semifinale ai campionati europei di Monaco di Baviera 2002. Giungendo 4º nella sua semifinale, fu l'unico dei tre che si classificò per la finale, ove poi du 6º con il personale di 13"59 .
Sempre a livello internazionale, anche se relativamente ai Giochi destinati ai paesi che si affacciano sul Mar Mediterraneo, è stato medaglia d'argento nell'edizione di Tunisi 2001 dei Giochi del Mediterraneo .

## Progressione
| Stagione | Risultato (vento) | Luogo             | Data       | Rank. Mond. |
| -------- | ----------------- | ----------------- | ---------- | ----------- |
| 2004     | 14.71 (+0.8)      | Merksem           | 04/09/2004 |             |
| 2003     | 13.80 (+0.7)      | Pergine Valsugana | 25/07/2003 |             |
| 2002     | 13.59 (+0.4)      | Monaco di Baviera | 10/08/2002 | 49º         |
| 2001     | 13.77 (+0.1)      | Malles Venosta    | 14/07/2001 |             |
| 2000     | 13.87 (+0.0)      | Milano            | 06/09/2000 |             |
| 1997     | 13.94 (-0.1)      | Gorizia           | 17/07/1997 |             |
| 1996     | 14.14             |                   | 01/01/1996 |             |

## Palmarès
| Anno | Manifestazione     | Sede              | Evento   | Risultato | Prestazione | Note                          |
| ---- | ------------------ | ----------------- | -------- | --------- | ----------- | ----------------------------- |
| 2002 | Campionati europei | Monaco di Baviera | 110 m hs | 6º        | 13"59       | Miglior prestazione personale |

## Altre competizioni internazionali
2001
- Argento ai Giochi del Mediterraneo ( Tunisi), 110 m hs - 13"89